# Булановский сельсовет
Булановский сельсовет — муниципальное образование в составе Октябрьского района Оренбургской области России. Имеет статус сельского поселения.

## История
9 марта 2005 года в соответствии с законом Оренбургской области № 1921/358-III-ОЗ образовано сельское поселение Булановский сельсовет, установлены границы муниципального образования.

## География
Местность преимущественно степная, местами холмистая. На территории поселения протекает река Салмыш. Одной из основных возвышенностей в плане местности является Берёзовая гора
Граничит с Белозёрским и Ильинским сельсоветами.

## Население
| 2010 | 2012  | 2013  | 2014  | 2015 | 2016 | 2017 |
| ---- | ----- | ----- | ----- | ---- | ---- | ---- |
| 1025 | ↘1004 | ↗1023 | ↘1016 | ↘995 | ↘970 | ↘935 |
| 2018 | 2019  | 2020  | 2021  |      |      |      |
| ↘910 | ↘894  | ↘885  | ↘843  |      |      |      |

Национальный состав:
- русские −942
- украинцы −195
- армяне −41
- киргизы −37
- татары −30
- казахи −27
- узбеки −8
- башкиры −7
- белорусы −3
- мордва −3
- немцы −2
- азербайджане −2
- молдаване −1
- венгры −1

## Состав сельского поселения
| № | Населённый пункт | Тип населённого пункта       | Население |
| - | ---------------- | ---------------------------- | --------- |
| 1 | Буланово         | село, административный центр | ↘974      |
| 2 | Красный Пахарь   | хутор                        | 51        |

## Власть
УСТАВ муниципального образования Булановский сельсовет Октябрьского района Оренбургской области принят решением Совета депутатов муниципального образования Булановский сельсовет Октябрьского района первого созыва от 01.02.2010 г. № 55
Совет депутатов МО Булановский сельсовет — 11 человек